# 태권도기념관
태권도 기념관은 국기원에 위치하는 태권도에 관련된 박물관이다. 올림픽을 비롯한 주요 국내외 대회의 우승컵, 상장, 메달, 우승기, 뱃지, 페넌트, 신문기사, 음향, 영상물 등 약 3,000여점의 태권도 관련 자료들이 진열되어 있다. 이 기념관은 명실상부한 태권도 박물관의 모체가 될 것이어서 역사적 의의가 크고, 태권도에 관한 역사적인 자료와 기념이 된다.
오전 9시에 열어, 하절기에는 18시까지, 동절기에는 17시까지 운영한다. 토요일에는 정오에 문을 닫고, 일요일에는 열지 않는다. 입장료는 받지 않는다.

## 같이 보기
- 국기원